# Joanne (album)
A Joanne Lady Gaga amerikai énekesnő 2016. október 21-én, az Interscope-nál és a Streamline-nál megjelent ötödik nagylemeze a 2013-as Artpop és a 2014-es Cheek to Cheek után. Gaga olyan producerekkel dolgozott együtt, mint Mark Ronson, Jeff Bhasker, BloodPop és RedOne. A produceri munkálatokban maga az énekesnő is részt vett. A lemezen a „visszafogott” country, a soft rock és a dance-pop irányzatok érvényesülnek leginkább. Gaga korábbi popalbumától, az Artpop-tól eltérően ezúttal az énekteljesítményre helyezték a hangsúlyt. Dalszövegek szempontjából az album a család témáját és az élet különböző érzelmeit dolgozza fel. Az énekesnő nagynénjének, Joanne Stefani Germanottának 19 éves korában bekövetkezett tragikus halála merőben befolyásolta a lemez érzelmi világát.
Az album kiadásával és népszerűsítésével egy időben Gaga megjelenésében változás lépett fel. Az extrém öltözködéséről ismert énekesnő ruháit visszafogottabb, egyszerűbb stílus váltotta fel. Az 1970-es éveket megidéző széles karimájú, rózsaszín kalapjával és a pasztellszínek használatával Gaga a country stílus felé orientálódott. Az Amerikai Horror Story című sorozat munkálatai alatt szerzett tapasztalatai inspiráló hatással voltak az album kreatív folyamatára, illetve Gaga visszatért az autentikus és leegyszerűsített önkifejezéshez. Az album népszerűsítésére három kislemez jelent meg: elsőként 2016. szeptember 9-én a Perfect Illusion, amely első helyezett lett többek között Franciaországban, másodikként 2016. november 8-án a Million Reasons jelent meg, amely a negyedik helyet szerezte meg az amerikai Billboard Hot 100 kislemezlistán. Harmadik és egyben utolsó kislemezként a címadó dal, a Joanne egy újabb verziója jelent meg 2018 elején. Joanne World Tour címen Gaga egy új turnét is meghirdetett, amely során 2017. augusztus 1-je és 2018. február 1-je között adott koncerteket Észak-Amerikában, illetve Európában.
A Joanne többnyire pozitív fogadtatásban részesült a zenei kritikusok felől. Kereskedelmileg az énekesnő negyedik első helyezést elérő lemezévé vált az Egyesült Államokban, de listavezető pozícióba került Japánban, Dél-Koreában, Brazíliában, Argentínában és Tajvanon is, valamint több mint tizenöt országban bejutott a legkelendőbb tíz album közé. Számos országban arany, illetve platina minősítést szerzett. 2016 végéig a Joanne több mint egymillió példányban kelt el világszerte. Az album jelölést kapott a 60. Grammy-gálán A legjobb popalbum kategóriában, míg két kislemeze, a Million Reasons és a Joanne A legjobb szóló popénekes teljesítményért járó Grammy-díjért indult esélyesként; utóbbi meg is nyerte a díjat.

## Háttér és kidolgozás

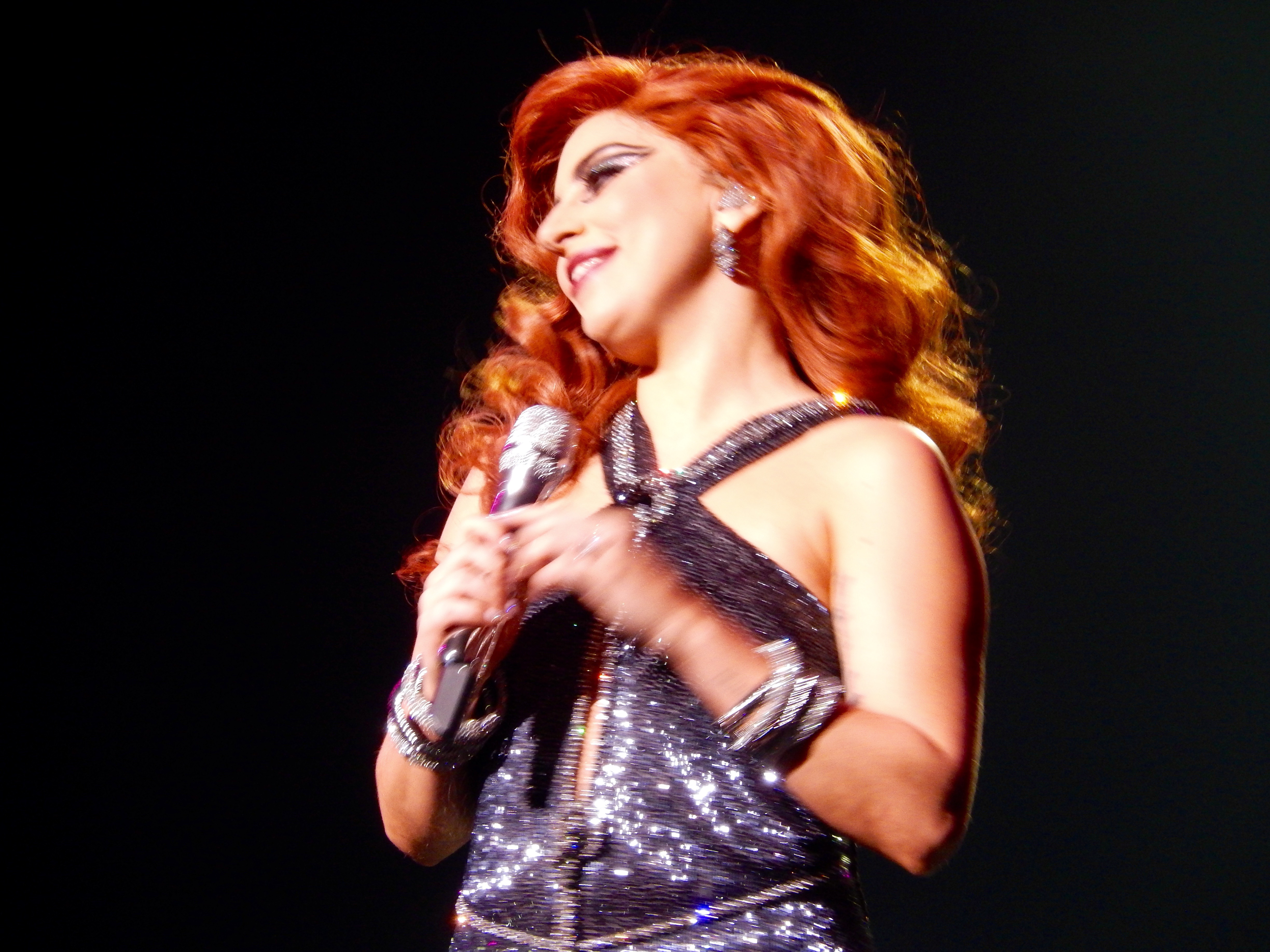
Lady Gaga az Artpop-éra után teljes arculatváltáson esett át, és Tony Bennett oldalán kiadta a Cheek to Cheek című jazzalbumot

Gaga harmadik stúdióalbuma, az Artpop 2013 novemberében vegyes fogadtatásban részesült. Az album ennek ellenére is a Billboard 200 lista legtetején debütált, és 2014 júliusáig több mint 2,5 millió példány kelt el belőle. Gaga néhány hónappal később világ körüli turnéra indult ArtRave: The Artpop Ball elnevezésű turnéjával, melynek alapötlete a hasonló című ArtRave promóciós eseményen alapszik. Elárulta, hogy vannak tervei egy, az albumhoz tartozó második rész kiadásával kapcsolatban, ez azonban végül nem valósult meg. Az Artpop korszakában Gaga és menedzsere, Troy Carter úgy döntöttek, hogy nem folytatják a közös munkát; az énekesnő új menedzserével, Bobby Campbell-lel csatlakozott a Live Nation Entertainment előadók menedzseléséért felelős részlegéhez, az Artist Nationhöz. Gaga később bevallotta, hogy ezen időszak alatt depresszióval küzdött, illetve a zenébe vetett hitével is kétségek merültek fel benne.
Az Artpop vegyes fogadtatása arra késztette Gaga menedzsmentjét, hogy újratervezzék az énekesnő teljes arculatát. Gaga többször is megjelent a médiában, és leginkább arra fókuszált, hogy tanúbizonyságát adja kiemelkedő énektudásának. A 87. Oscar-díjátadón nyújtott teljesítményét – az énekesnő az ötvenéves A muzsika hangja előtt tisztelgett előadásával – a kritikusok kimagaslóan pozitívan értékelték. 2014 szeptemberében Tony Bennett amerikai jazzénekessel együttműködve kiadta a Cheek to Cheek című jazzkorongot, amely többnyire pozitív kritikákat kapott. A közös album a Billboard 200 lista első helyén debütált, ezzel Gaga zsinórban megszerezte harmadik első helyét az Egyesült Államokban. Később, az 57. Grammy-gálán a páros elnyerte A legjobb hagyományos vokális popalbumnak járó Grammy-díjat is.
Saját előadásai mellett Gaga más projektekben is részt vett. Együttműködött a Chic együttes frontemberével, Nile Rodgersszel az együttes I Want Your Love című dalának feldolgozásában, melyet Tom Ford 2016-os kollekciójának reklámvideójában használtak fel. 2015 szeptemberében kiadta a Til It Happens to You-t az egyetemi szexuális erőszakot bemutató The Hunting Ground című dokumentumfilm betétdalaként. Emellett Gaga főszerepet kapott az Amerikai Horror Story ötödik évadában, amely a Hotel alcímen futott 2015 októbere és 2016 januárja között. Alakításáért Golden Globe-díjat nyert A legjobb színésznő minisorozatban vagy televíziós filmben kategóriában. Januárban, a díj átvételekor megerősítette ötödik stúdióalbumának érkezését, miszerint még 2016-ban a boltok polcaira kerül, bár egyelőre még csak a kidolgozás és tervezés fázisában állt. 2015 és 2016 nagy részében Gaga hivatalos közösségi fiókjain keresztül nyújtott betekintést az album munkálataiba. Olyan képeket töltött fel a világhálóra, amelyeken többek között RedOne-nal, Giorgio Moroderrel, Mark Ronsonnal, illetve Rodgersszel látható.

## Felvételek
Gaga úgy nyilatkozott, hogy szerette volna, hogy „a rajongók meglepődjenek az albummal kapcsolatban”, majd hozzátette, hogy „ez egy csodálatos önvizsgálati élmény. Ebből a szemszögből egyáltalán nem hasonlít az Artpopra”. A Billboardnak adott interjújában a producer RedOne elárulta, hogy az énekesnő a korábbi időszakaihoz képest mentálisan „tisztább” állapotban van, ami szerinte jótékony hatással lenne a közös munkára. Az album vezető producereiként Gaga és Mark Ronson szolgáltak. A páros néhány sarokra nőtt fel egymástól a New York-i Upper East Side-on. Korábban együttműködtek Wale Chillin című dalán még 2009-ben. 2015 végén találkoztak újra egy londoni stúdióban, ahol Gaga bemutatta Ronsonnak az Angel Down című dalt. A későbbiekben a páros hat hónapot dolgozott együtt Rick Rubin Shangri-La stúdiójában, Malibuban. Az első munkanapon közösen megírták a Joanne című dalt, valamint Ronson arra bátorította Gagát, hogy írjon dalszövegeket „bármiről, ami az életében vagy a fejében történik”.
A felvételek egészen a maszterelés folyamatáig tartottak. Gaga a munkálatok során a felvétel alatt lévő zene szakmai vonatkozásában is mélyen kivette részét. „Egész egyszerűen csak szeret a zongoránál ülni és parancsokat osztogatni a dobosnak, valamint elképesztő hangja van” – nyilatkozta a producer, majd az ének-centrikus felvételek folyamatáról beszélt: „[Gaga] a popzene legkiválóbb hangjainak az egyike, szóval a dalokkal fogunk kezdeni és onnan folytatjuk”. A producer később azt mondta, hogy a Gagával közösen felvett zene az egyik legkedvesebb, amin valaha is dolgozott: „Elképesztő, imádom. Alig várom, hogy ti is halljátok, mert a zene magáért beszél. A kedvenc zenészeim dolgoznak rajta”. Ronson továbbá a pszichedelikus rockot játszó ausztrál Tame Impala frontemberére, Kevin Parkerre is utalást tett, miszerint ő is részt vesz a lemez munkálataiban. Ezt később a BBC Music is megerősítette.

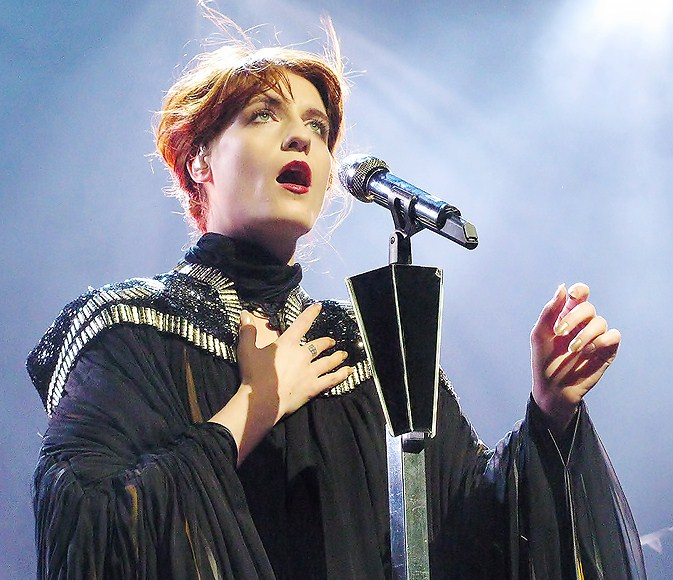
Florence Welch a Hey Girl című dalon működött közre

Számos kiemelkedő zenész is részt vett a Joanne munkálataiban. Gaga felkérte Father John Misty-t, hogy játsszon dobon a lemezen, míg Ronson meghívta Josh Homme-ot (a Queens of the Stone Age alapítóját), hogy a John Wayne című dal alatt gitározzon. A gitár mellett egyébként dobon is játszott, illetve a produceri munkálatokban is részt vett. Ronson továbbá Becket is bevonta a munkálatokba; ennek eredménye a Dancin' in Circles című dal. Gaga, mint Beck régi rajongója, rendkívül élvezte az énekessel való együttműködést. Az albumon szerepel egy duett is, melyet Gaga és Florence Welch vett fel a New York-i Electric Lady Studios falain belül.
2016. szeptember 9-én a Perfect Illusion című első kislemez európai rádiós promóciós útján Gaga további betekintést nyújtott az album tartalmába olyan közreműködőket bejelentve, mint Beck, Florence Welch (a Florence and the Machine-ból) és Father John Misty. Kifejezetten a Welch-csel való duettről Gaga a BBC Radio 1-on adott interjújában azt mondta: „Elkezdtem dolgozni egy ötleten egy dalhoz, amit egyértelműen egy lánnyal szerettem volna véghezvinni. Majd meglátjátok, hogy miért, amikor megtudjátok miről is szól a dal. Végiggondoltam, hogy 'Kivel akarok énekelni?' [Florence] számomra az egyik, ha nem a legjobb énekesnő a világon. Elképesztő”. Pár nappal később New Yorkban a Z100 rádiónak elárulta, hogy a páros közös dalának címe Hey Girl, valamint hogy a Beck közreműködésével készült dal egy „óriási dance felvétel”, amit egy átmulatott éjjel után írtak meg közösen az énekesnő malibui házában.
Ronson olyan zenészeket toborzott össze az album zenei hangzásvilágának megalkotásában, akikkel korábban már együtt dolgozott, például Rufus Wainwright vagy Amy Winehouse lemezein. Producerként BloodPopot tüntette fel, aki „elhozta az albumot a modern korszakba”. Eközben Gaga együttműködött Elton Johnnal is. A közös munka eredményeként megszületett egy dal Room in My Heart címmel, amely később nem került rá a lemezre. John az albummal kapcsolatban elárulta, hogy Gaga „nagyszerű dalokat” fog írni ismét, olyanokat mint például a Bad Romance (2009) és a You and I (2011). A 2017 szeptemberében bemutatott Gaga: Five Foot Two című dokumentumfilmben többek között az album felvételeiről is láthatók képkockák, melyeken Gaga mellett Mark Ronson is szerepel.

## Kiszivárgás és megjelenés
Gaga menedzsere, Bobby Campbell megerősítette, hogy az album csak a 2016-os év második felében jelenik meg. Az énekesnő közeli barátja, Elton John úgy nyilatkozott, hogy egyre valószínűbb a 2017-es megjelenés. 2016 szeptemberében Gaga frissítette hivatalos weboldalát, bejelentve az új korszak érkezését és az első kislemez (Perfect Illusion) címét egyaránt. Gaga 2016. szeptember 15-én az Apple Music nemzetközi rádióállomásán, a Beats One-on keresztül jelentette be, hogy új albumának címe Joanne, és 2016. október 21-én fog hivatalosan a boltok polcaira kerülni világszerte. Elárulta azt is, hogy két napon belül teljesen befejeződnek a felvételi munkálatok.
Ugyanazon interjú során az énekesnő megerősítette, hogy az album egyedülálló módon nem fog megjelenni exkluzívan olyan streaming szolgáltatók oldalain, mint az Apple Music vagy a Tidal. „Megmondtam a kiadómnak, hogy ha aláírják azokat a szerződéseket az Apple Music-kal és a Tidal-lal, én magam fogom kiszivárogtatni az új dalaimat” – magyarázta Gaga a műsorvezető Zane Lowe-nak. Gaga negatív hozzáállása azzal volt magyarázható, hogy a streaming szolgáltatók folyamatos harcban állnak egymással az előadók új albumainak exkluzív streaming jogainak megszerzéséért. Megjelenését megelőzően az albumnak a kiszivárgás problémájával kellett szembenéznie. Az Amazon.com amerikai cég oldalán előrendelésre volt elérhető az album és annak dalai. A rajongók azonban észrevették, hogy ha azt az utasítást adják angolul az Amazon Echo okos-hangszórónak, hogy „Játszd le a Joanne-t Lady Gagától”, az minden dalból egy harminc másodperces részletet játszott le. Az Amazon az összes előzetest elérhetetlenné tette rövid időn belül. Az október 21-i hivatalos megjelenés előtt három nappal az albumot tévesen árusítani kezdték Belgiumban. A lemezt több százan vásárolták meg és töltötték fel teljes egészében az internetre.

## Cím, csomagolás és borító

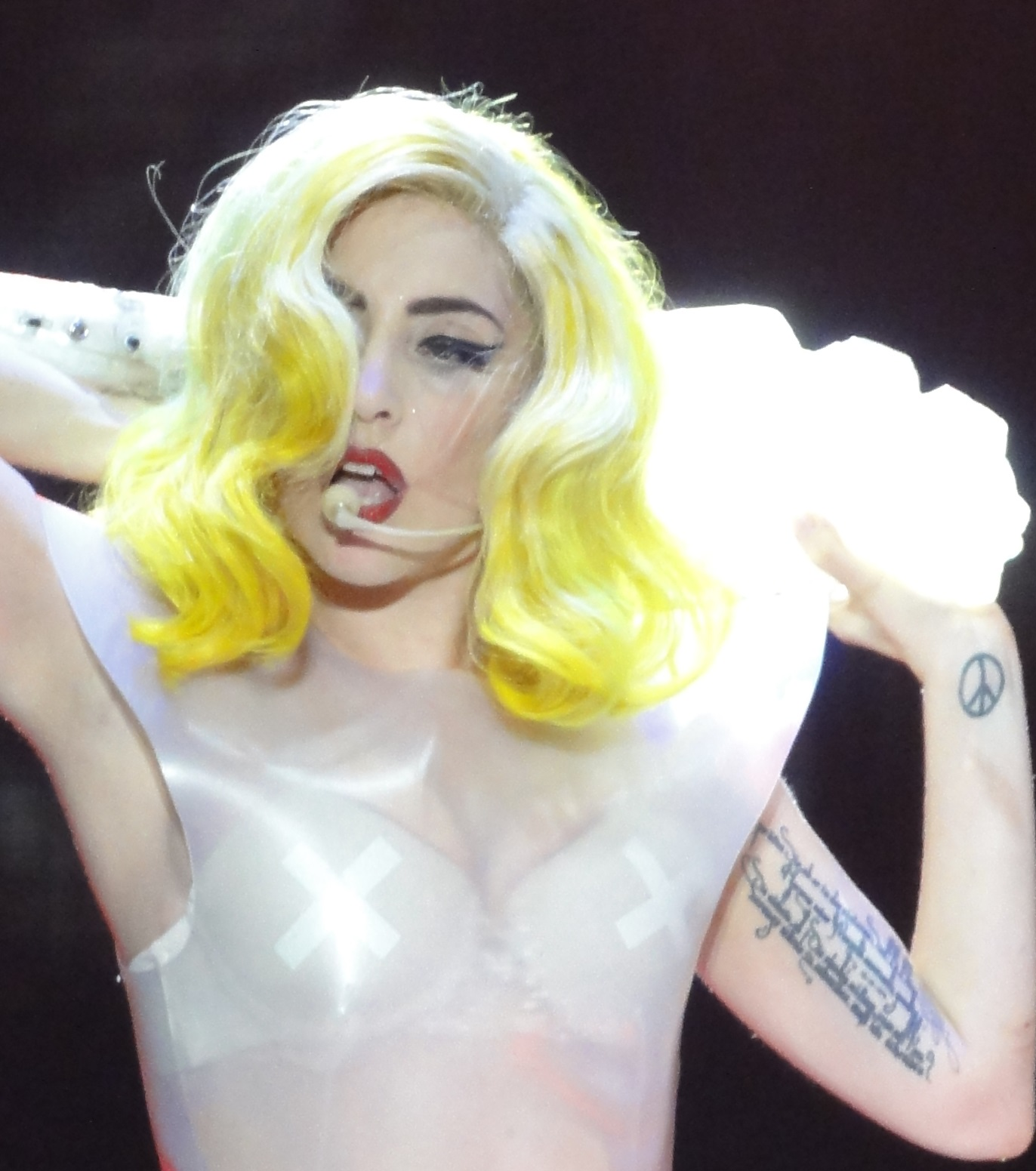
Gaga bal kezén Rainer Maria Rilke egyik versének soraiból készült tetoválás látható. A sorok közé Joanne halálának dátumát tetováltatta

Az album Gaga édesapjának elhunyt nővéréről, Joanne Stefani Germanottáról kapta címét. Az énekesnő nagynénje 1974. december 18-án, mindössze 19 évesen halt bele a lupus szövődményeibe. Gaga, aki egyébként középső névként viseli a Joanne keresztnevet (teljes neve Stefani Joanne Angelina Germanotta), hamar észrevette, hogy nagynénje halála mélyen megrázta családját. Bár az énekesnő 12 évvel Joanne halála után született, mégis hatalmas hatást gyakorolt rá és munkásságára. A 2008-ban kiadott The Fame című debütáló albumához tartozó booklet tartalmazott egy Joanne által írt verset For a Moment (magyarul: „Egy pillanatra”) címmel.
Az énekesnő azt állítja, hogy Joanne miatt jutott túl függőségi problémáin, a The Fame Ball Tour elnevezésű turnéját is nagynénjének dedikálta. Gaga bal bicepszére, egy Rainer Maria Rilke-vers egyik versszakának sorai közé tetováltatta Joanne halálának dátumát. 2012-ben az énekesnő szülei New Yorkban Joanne’s Trattoria néven egy éttermet is nyitottak. Gaga többször hangoztatta, hogy ugyan egyszer sem találkozhatott személyesen nagynénjével, de mégis „élete egyik legfontosabb alakja”. Ezáltal Gaga, amint Ronsonnal együtt megírta a Joanne című dalt, úgy döntött, hogy az albumot is róla nevezik el, így tisztelegve előtte.
Az album címének bejelentése után nem sokkal Gaga az albumborítót is bemutatta. A képen Gaga látható bal oldalnézetből, egyszerű kék háttér előtt, fején nagy karimájú rózsaszín kalapot visel. A Billboard cikkírója, Dominique Redfearn megjegyezte, hogy az albumborító látszatra egyszerűbb, mint például a Born This Way és az Artpop borítói. Andrew Unterberger ugyanattól a kiadványtól úgy fogalmazott, hogy „figyelmesen összeállított” borítóról van szó, ami egyben azt is jelzi, hogy a lemezen hallható zene őszinte, nyílt és egyenes. A lemez standard változatán 11 dal szerepel, míg a bővített, deluxe változaton 14 dal kapott helyet. Az albumhoz tartozó bookletben különböző személyes értékek szerepelnek, amelyek a Germanotta család tulajdonai, mint például Gaga és édesapjának képei, Joanne jogosítványa, valamint eredeti kézirása. Gaga úgy érezte, hogy „csodálatos dolog olyan családi örökségeket belevonni, amik még ma is jelentőséggel bírnak számára”.

## Témák és hatások
A Joanne egyik alaptémája a család, ahogy Gaga magyarázta, az album az „élet minden érzelmén keresztül halad”. Az album készítése során Gaga egy lányt látott lelki szemeivel a középpontban, aki megérti azt a dalszöveget, amit az énekes megírt, és talál is köztük egy emberi kapcsolatot. Annak érdekében, hogy ezt elérje, Gaga úgy határozott, hogy több zenei stílust is alkalmaz, úgy mint a country, funk, pop, dance, rock, elektronikus zene és folk. A tragikusan fiatalon elhunyt nagynéni, Joanne Germanotta története is merőben befolyásolta az album érzelmi világát, beleértve a dalszövegeket is, amelyekben Gaga azt az érzést próbálta megtalálni, amellyel általános értelemben üzenhet a világnak. A veszteség mellett olyan érzelmek hatottak az albumra, mint a szerelmi bánat, csalódottság, vágy és nosztalgia. Az énekesnő elárulta, hogy Joanne albumával „ki akart vonulni a világba, magához véve élete legmélyebb történeteit és ezeket dalokba önteni”. Célja az volt, hogy ezen események „mély és sokatmondó módon érintsék meg az embereket, és az ő saját életüket és történeteiket”.

Az énekesnő Amerikai Horror Story című sorozatban való szereplése is inspiráló hatással volt az album kreatív folyamatára: „Visszatértem egy olyasvalamihez, amiben annyira hittem, és ez a sötétség művészete”. A tévében való szereplés Gaga énekhangjára is kihatott. Elmondta, hogy inkább többet hallgatja a zenét, és csak utána írja le, majd hozzátette, hogy az album kevesebbet fogja tárgyalni az Artpop-korszak alatti fájdalmas időszakát, inkább a világosság és a tisztaság lesz jellemző rá: „Mostanság inkább azon gondolkozom, hogy mit is akarok elmondani és mit akarok itt hagyni a Földön. Ez a fájdalmaim kifejezésénél kevesebb”. Egy, a The Inquirernek adott 2015-ös interjúja során Gaga elmondta, hogy új albumának készítése alatt felfedezte önmaga új és sötétebb oldalát, sötétebbet, mint a rajongók várnának tőle:
Millió új dolgot fedezek fel magamon, hogy mit akarok és ki akarok lenni, de ami ennél is fontosabb, hogy találtam egy olyan helyet, ahová elraktározhatom a sok fájdalmat és kínt, amit sehova se tehetnék. Belehelyezheted őket a zenédbe, de ez nem mindig az, amit az emberek várnának tőlem az én zenémben… Ők egy édes és élvezetes Just Dance típusú lányt, vagy Bad Romance-t akarnak, és ez így van rendjén… Boldogan megadom ezt nekik, de talán a Dope dalommal, vagy néhány olyan dologgal, amit az Artpopon csináltam, egy egyfajta sötét oldalt lehetett látni színekbe bugyolálva. Erre az emberek talán nem mindig kíváncsiak. Ők a teljességet akarják látni… Pedig a tökéletlenség a nyerő.
Gaga életében fontos szerepet betöltő férfiak is hatással voltak az albumra, kezdve az énekesnő édesapjától, Joe Germanottától az exvőlegény Taylor Kinney-ig. Az énekesnő elárulta, hogy „lázadó lelkét” használva akarta megérteni az összes különböző kapcsolatait, melyeken keresztül ment kijelentve, hogy a Joanne „nem egy szomorú album. Ez egy olyan album, ami kifejezetten bemutat engem, mint nőt”.

## Zene és dalszöveg

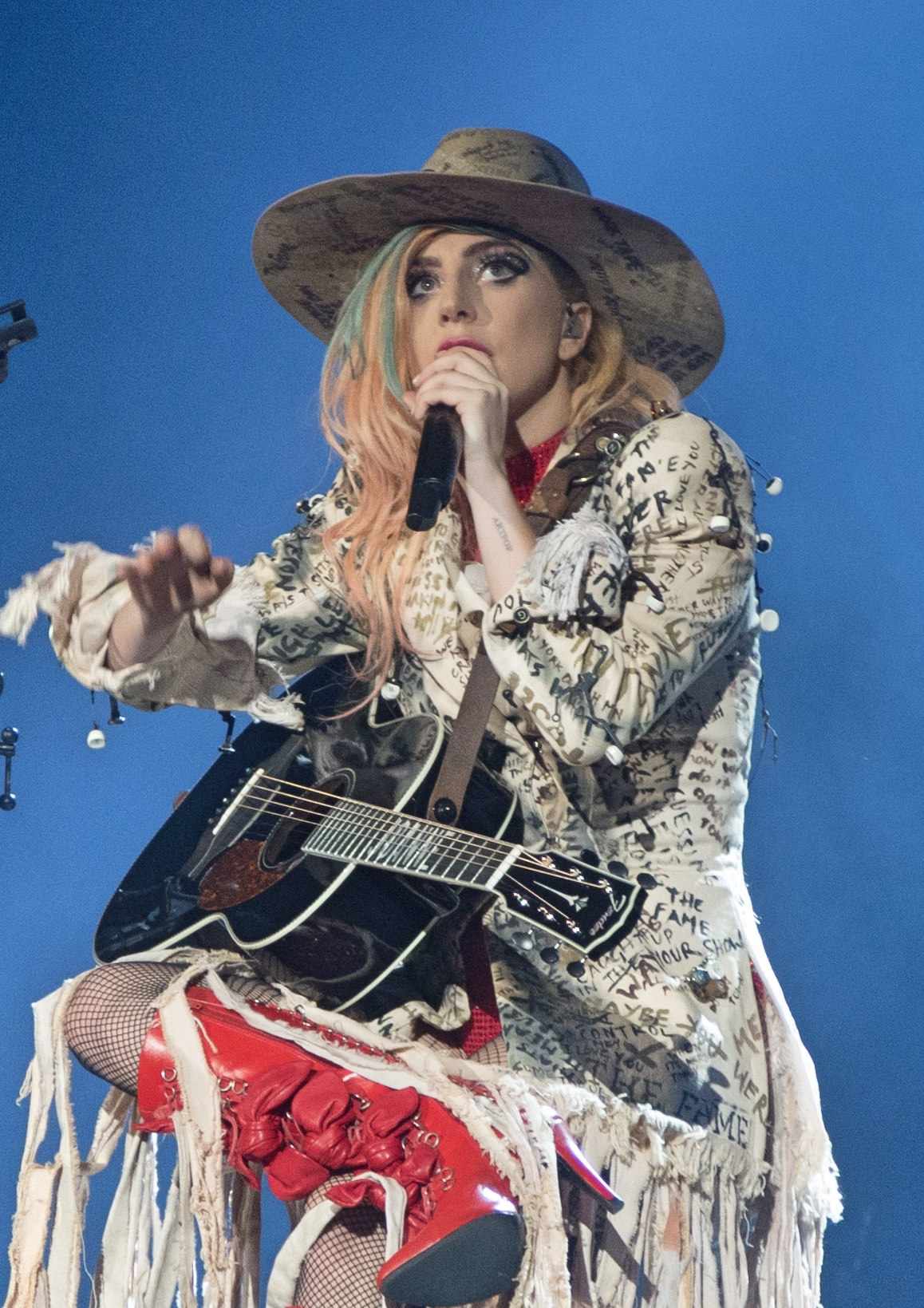
Lady Gaga a címadó dal előadása közben a Joanne World Tour-on, 2017-ben

Mivel Gaga nem szerette volna kifejezetten egy stílusra szűkíteni az album hangzásvilágát, a lemezen több stílus is fellelhető, úgymint a dance-rock és a country is. Az énekesnő az utóbbi időben közeledni kezdett a countryzene felé, így az merőben befolyásolta az albumot is. A produkciós munkálatok és a dalszerzés kapcsán elmondható, hogy a Joanne során Gaga tovább folytatta a „leegyszerűsített” értelmezését a zenének. Ebbe a folyamatba az Artpopot követően kezdett bele. A legfőbb hangsúly ezúttal a vokális teljesítményre és a dalszövegírásra összpontosult. A Rolling Stone magazinnak adott interjújában Gaga elmondta, hogy a dalok „a családjának, a nővérének, az édesapjának és a nagynénjének a történetei”, továbbá „édesanyjának családjáról, a férfiakkal való kapcsolatáról és a kudarcairól” szólnak.
Joe Lynch a Billboard magazin cikkírója szerint az albumon a rock mellett hallhatók introspektív balladák, illetve érzelmes, táncolható dallamok is. Az első dal a Diamond Heart, amely bemutatja az album hangzásvilágát. Korábbi dalaihoz hasonlóan, ebben is fellelhetők önéletrajzi elemek, köztük az az idő, amikor Gaga go-go táncos volt New Yorkban. A Diamond Heart változatos hangulatú: a kedvetlen verzéket egy doborientált rész követi, amely végül egy rock-EDM stílusú refrénben csúcsosodik ki. A gitáron Josh Homme játszik. A második, A-Yo című dal country eredetű, és leginkább az amerikai bárokban hallható zenére emlékeztet a tapsokkal és a rézfúvós hangszerekkel. Dalszöveg szempontjából a dal a szexről szól. Ezt követően amint a címadó dal elkezdődik, a tempó is lelassul. A háttérben csak egy akusztikus gitár szól, miközben Gaga elhunyt nagynénjéről, Joanne-ről énekel érzelmesen.
A következő, John Wayne című dal már jóval gúnyosabb, incselkedő szövegeket tartalmaz. Gaga cowboyokra tesz különböző utalásokat, mint például: „Én csak egy cowboyt szeretek, tudom, hogy ez rossz, de lovagolhatnék a lovad hátán, és egy kicsit tudnál gyorsabban vágtázni?” Gaga vokálját Homme gitárjátéka kíséri. A dal Gaga korábbi kapcsolatairól szól, miközben utalásokat tesz a színész John Wayne-re. A Beck közreműködésével készült Dancin’ in Circles egy popdal, amely az egyedül töltött kellemes időről szól. Nicholas Mojica az International Business Times cikkírója szerint a dal egy „óda a maszturbálásra” reggae és ska elemekkel, amelyek Gaga Alejandro című dalát, illetve Gwen Stefani zenéjét juttathatják eszünkbe. Dalszövege szerint Gaga egy korábbi szeretőjéről ábrándozik, miközben késő este egyedül táncol, ezzel az önkielégítésre utalva.
A BBC Music cikkírója, Mark Savage szerint a Perfect Illusion egy disco-rock dal, amelynek a zenei felépítése „sürgető” hatással bír. Gaga énekhangjához nem nyúltak a producerek, maradt eredeti, nyers formájában. A dal utolsó refrénjére a dallamban is változás lép fel. A Million Reasons című szám során Gaga egy véget érő szerelemről énekel, a verzékben több változatban is előadja a dal címét. A country-orientált dalban zongora és gitár hallható. Refrénjében Gaga a következőt énekli: „Millió okot adsz nekem, miért hagyjalak elmenni / Millió okot adsz nekem, hogy kilépjek ebből”. Tom Rasmussen a Vice magazintól elmondta, hogy a Million Reasonsban érzékelhető leginkább a country hatás az albumon szereplő dalok közül.
A Sinner’s Prayer című dal szintén country stílusú, emellett R&B és pop elemeket tartalmaz. A dalszövegben a sebezhető Gaga arra vágyik, hogy szerelme viszonzott legyen. Dalszövegében az énekesnő utalást tesz a New Yorkban található Fulton Streetre is. A kilencedik, Come to Mama című számban Gaga affektált hangon énekel, a magánhangzókat hosszan ejti ki. Az 1970-es évekre emlékeztető dal egymás elfogadásáról szól. Emellett fellelhető benne bibliai utalás is: az énekesnő mind az Ószövetségre, mind az Újszövetségre hivatkozik. A „40 napos ár” szöveggel Gaga Noéra asszociál, míg a „Hagyd abba a testvéreid kővel dobálását” résszel Jézus egyik aforizmájára tesz utalást.
A Hey Girl című dalba BloodPop és Ronson funk elemeket emelt be, amelyből erősen kitűnik Gaga és Florence Welch énekhangja. Dalszövege egy „óda a barátságra”. A tizenegyedik, Angel Down című dalt Trayvon Martin halála inspirálta. A 17 éves fiút 2012-ben lőtte agyon George Zimmerman Floridában. A lövöldözést Gaga is megénekli: „Lövések hallatszottak az utcán, a templomnál, ahol egykor találkoztunk”.

## Az album népszerűsítése

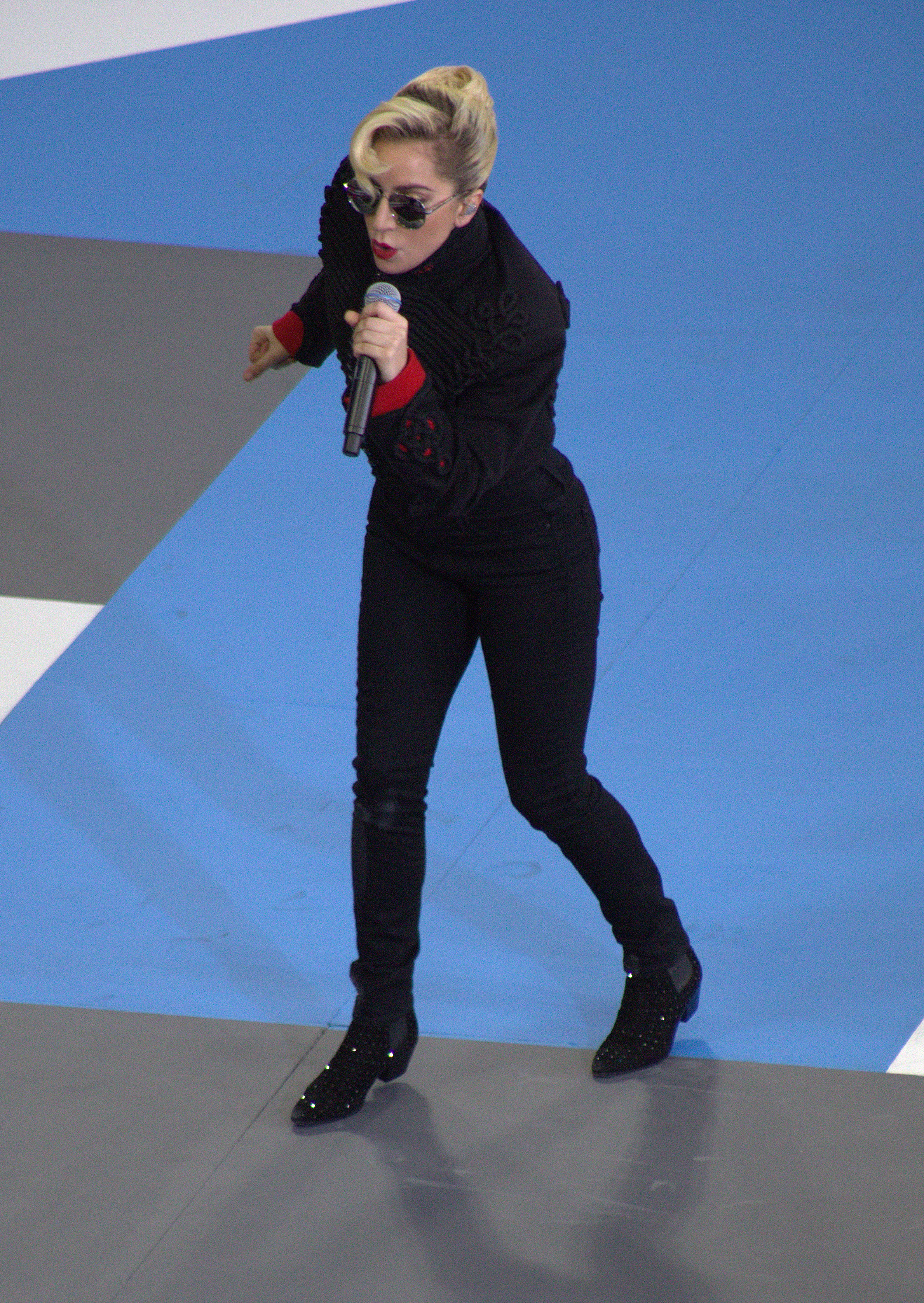
Gaga a Come to Mama előadása közben a 2016-ban elnökjelölt Hillary Clinton kampányrendezvényén (Raleigh, Észak-Karolina)

### Fellépések
Az album népszerűsítése 2016 szeptemberében kezdődött el a Perfect Illusion című első kislemez bejelentésekor. A dal első élő előadására szeptember 10-én került sor a londoni Moth Club színpadán. A fellépés során Gaga egy levágott felsőt, valamint ezüstszínű sortot viselt. Kezében csupán egy mikrofon volt, amit a dal közben többször is megpörgetett a feje fölött. Új dala mellett zongorán előadta a Bad Romance akusztikus verzióját is. A Perfect Illusion az FX csatorna antológia sorozatának, az Amerikai Horror Story: Roanoke című évadának egyik előzetesében is felcsendült. A készítők ezzel azt akarták bemutatni, hogy az összes addig megjelent pár másodperces kisvideó mind félrevezetés volt az évad témáját illetően.
Nem sokkal később Gaga bejelentette a Bud Light által szponzorált Dive Bar Tour elnevezésű miniturnéját. Az énekesnő október 5-én, 20-án és 27-én lépett fel különböző egyesült államokbeli bárokban. A fellépéseket élőben lehetett követni a Bud Light és Gaga hivatalos Facebook-oldalain. Egy nyilatkozatban Gaga azt mondta: „A legelső fellépéseim New Yorkban és szerte az országban kis bárokban voltak megrendezve, szóval ez egy nagyon izgalmas mód arra, hogy a Bud Lighttal együttműködve visszatérhetek a gyökereimhez és ilyen környezetben találkozhatok a rajongóimmal és így mutathatom be a Joanne című új albumom dalait élőben először”. A turné során Gaga új dalokat is bemutatott az albumról, ilyenek voltak az A-Yo és a Million Reasons című számok. Utóbbi hamar fel is került az énekesnő hivatalos Vevo-oldalára.
2016. október 22-én Gaga a Saturday Night Live című amerikai varietéműsor zenei vendége volt. Az est során előadta az A-Yo és a Million Reasons című dalokat. 2016. október 15-én a The Late Late Show with James Corden vendége volt, valamint szerepelt annak a Carpool Karaoke elnevezésű műsorrészében, amely során egy autóban utazva James Cordennel együtt elénekelte korábbi kislemezeit is a Perfect Illusion és a Million Reasons mellett. Gaga a The Late Late Show főszínpadán is zenélt, ahol a zenekarhoz csatlakozva A-Yo című dalát adta elő.

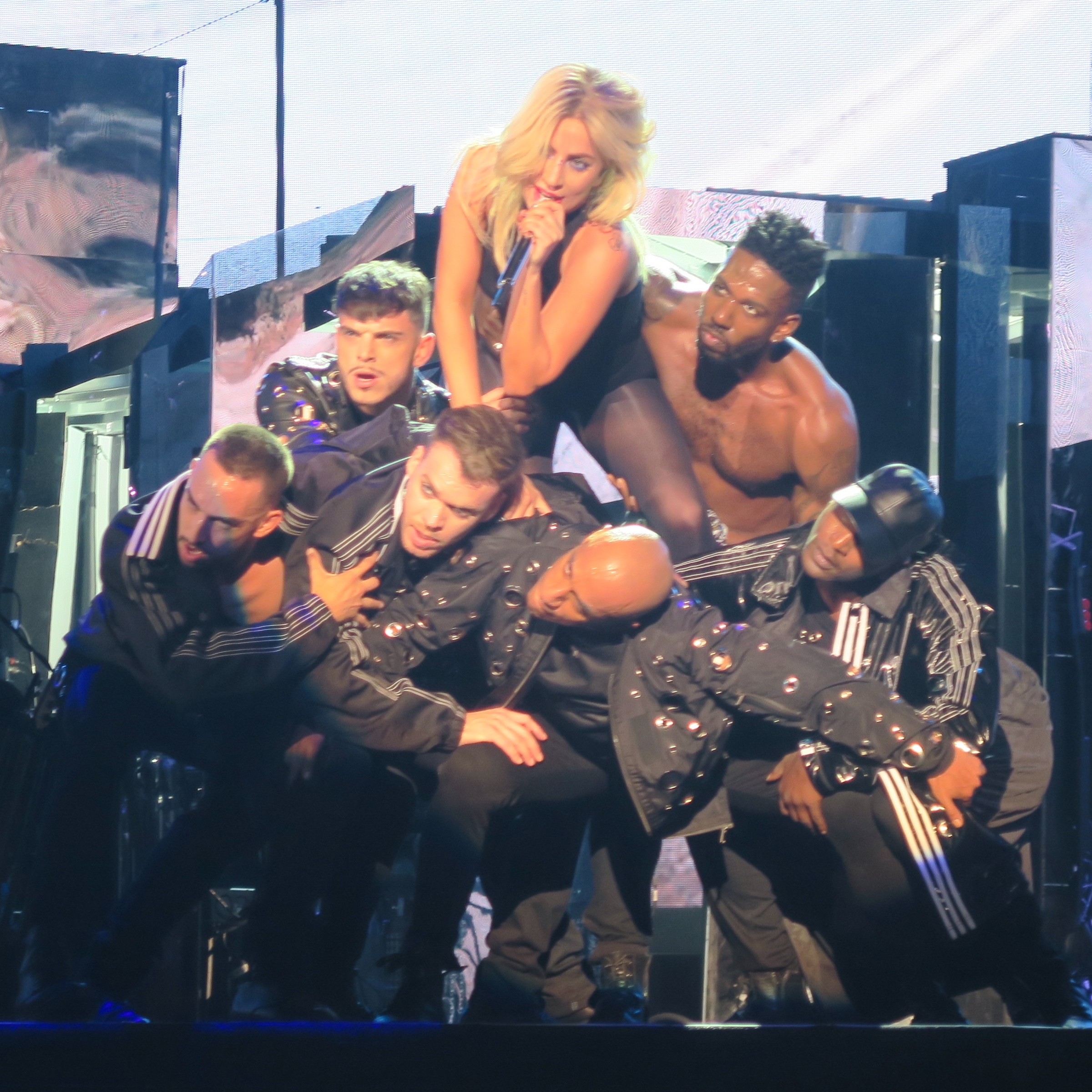
Gaga a John Wayne előadása közben a Coachella fesztiválon, 2017 áprilisában

November első napjait Gaga Japánban töltötte, hogy ott népszerűsítse új albumát. Tokióban a Szukkiri televíziós műsor vendége volt, ahol előadta a Perfect Illusion akusztikus verzióját, majd a News Zero műsorban lépett fel Joanne című dalával. November 20-án színpadra lépett a 2016-os American Music Awards gáláján Los Angelesben, ahol éjszakai égbolttal a háttérben előadta Million Reasons című dalát. Hilton Dresden az Out magazintól szívbemarkoló előadásnak tartotta Gaga fellépését, míg Cole Delbyck a The Huffington Posttól lelkesítőnek és érzelmesnek írta le. A Billboard magazin a díjátadó harmadik legkiemelkedőbb előadásaként listázta. November 25-én Gaga a New Yorkban található Ali Forney Centerbe látogatott el, hogy a hajléktalan LMBT fiatalokat támogassa, és előadja nekik a Million Reasons akusztikus változatát, egy zongora tetején ülve. Fellépése alatt „Legyetek bátrak” feliratú pólót viselt.

November végén Gaga Párizsba utazott, hogy részt vegyen és fellépjen a Victoria’s Secret 2016-os divatbemutatóján. A fellépés alatt Million Reasons, A-Yo és John Wayne című dalait adta elő különböző szettekben. A The Huffington Post cikkírója, Cole Delbyck ugyan pozitívan fogadta a Joanne albumot, de véleménye szerint a dalok nem illenek a Victoria’s Secret divatbemutatójára. Gaga a fellépés után az Egyesült Királyság fővárosába, Londonba utazott, ahol egy privát, 60 fős esemény keretein belül meglepetéskoncertet adott a Westfield bevásárlóközpontban, majd a The X Factor 13. évadának elődöntőjében előadta a Million Reasons című dalt. Gaga ezek után részt vett a 2016-os Royal Variety elnevezésű eseményen Londonban, ahol szintén Million Reasons című számát adta elő, többek közt Károly walesi herceg és Kamilla cornwalli hercegné előtt. Az énekesnő az Alan Carr’s Happy Hour című műsorba is ellátogatott, és zongorán kísérve magát elénekelte a Million Reasonst. 2017 áprilisában Gaga a Coachella fesztivál egyik főfellépője volt, amely során korábbi slágerei mellett előadta a John Wayne, az A-Yo és a Million Reasons dalokat is. 2018 januárjában a 60. Grammy-gálán Gaga Mark Ronsonnal együtt előadta a Joanne-t, illetve a Million Reasonst. Az énekesnő és két dala a díjátadó egyik legtöbbek által kibeszélt témái voltak a Twitter közösségi oldalon.

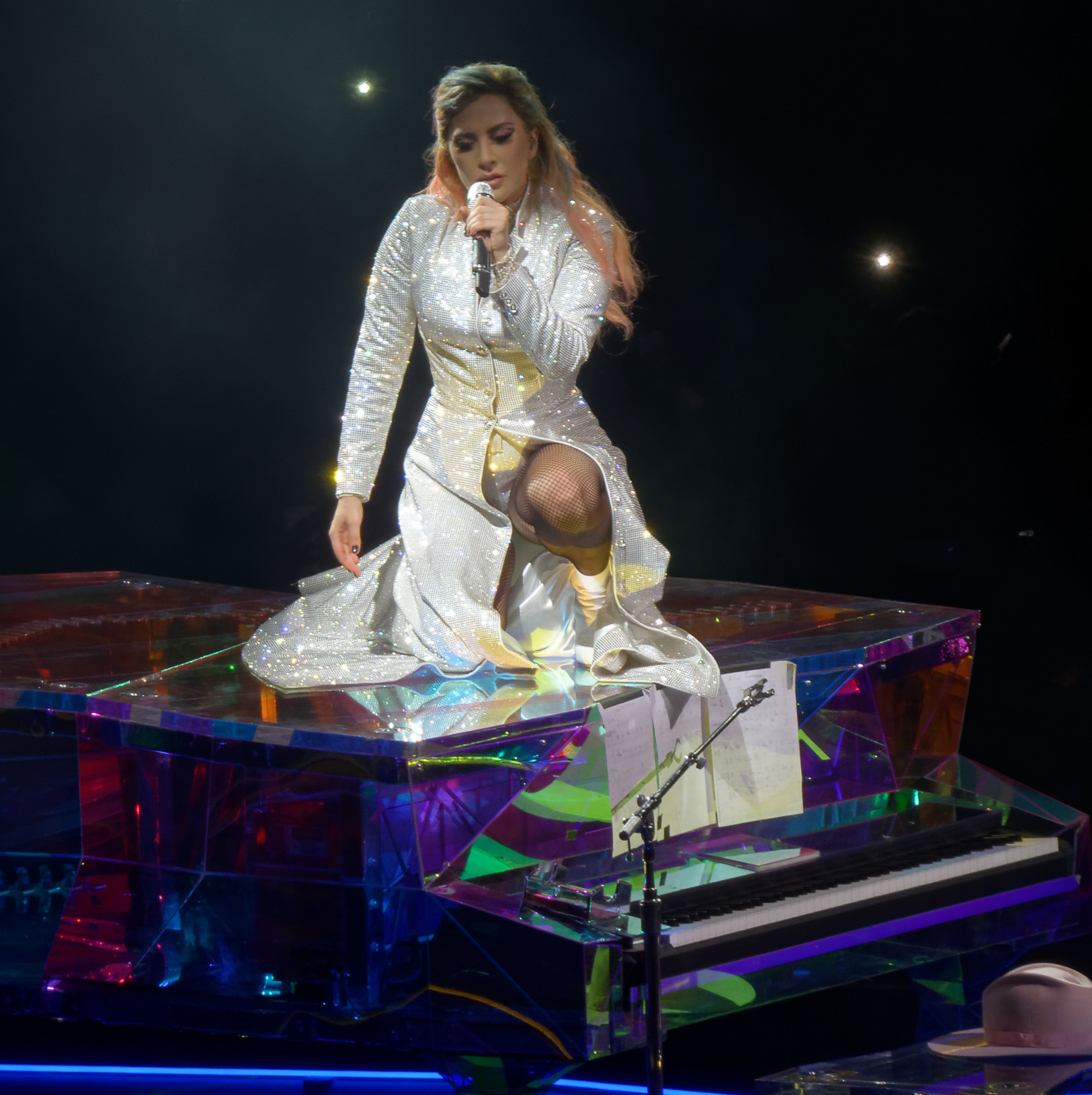
Lady Gaga a Million Reasons előadása közben a Joanne World Touron, 2017-ben

2017. február 5-én Gaga az 51. Super Bowl félidei fellépője volt. 13 perces minikoncertje során korábbi slágerei mellett előadta a Million Reasonst is. Fellépését követően Gaga bejelentette, hogy az album népszerűsítése céljából 2017 augusztusában útjának indítja a Joanne World Tour elnevezésű világ körüli turnét. Az eredeti tervek szerint a turné 2017. december 18-án fejeződött volna be az egyesült államokbeli Inglewoodban, azonban az énekesnő egészségügyi problémái miatt a koncertsorozat teljes európai szakaszát elhalasztották. 2017. október 13-án Gaga bejelentette, hogy 2018. január 14-e és február 23-a között pótolja az eltörölt európai koncertjeit. 2018. február 3-án azonban fizikai fájdalmakra hivatkozva az újrahirdetett európai szakasz utolsó tíz koncertjét ismét lemondták a szervezők. A turné végül 842 000 eladott jegy után 95 millió dollár bevételt termelt.

### Kislemezek
Az album első kislemeze, a Perfect Illusion 2016. szeptember 9-én került kiadásra. A dal vegyes fogadtatásban részesült a zenei kritikusoknál: többen dicsérték fülbemászó dallamát és Gaga énektudását, mások azonban az énekesnő korábbi kislemezeihez hasonlították, melyekhez képest csalódniuk kellett. A dal az első helyen debütált Franciaországban, míg az Egyesült Államokban a Billboard Hot 100 kislemezlistán a tizenötödik helyig jutott.
Később promóciós kislemezekként október 6-án megjelentették a Million Reasonst, illetve október 18-án az A-Yo című dalt. Az eredeti tervek szerint utóbbit szánták hivatalosan a második kislemeznek, azonban a Million Reasons kereskedelmileg sikeresebbnek bizonyult, így végül a kiadó azt jelentette meg november elején. A dal számos országban bejutott a slágerlisták Top 40-es mezőnyébe. Az Egyesült Államok Billboard Hot 100-as listáján a 76. helyen debütált, majd az 54. pozícióig emelkedett. 2017 februárjában Gaga Super Bowl LI félidei show-ját követően a Million Reasons a negyedik helyen tért vissza a Hot 100-ra, ezzel Gaga megszerezte karrierje tizedik Top 5-ös, illetve tizennegyedik Top 10-es helyezését a Billboard listáján. A kritikusok pozitívan fogadták a dalt, leginkább egyszerű hangzásvilágát és dalszövegét méltatták. A Million Reasons videója a Perfect Illusion folytatásaként került elkészítésre. 2017 márciusában az Amerikai Hanglemezgyártók Szövetsége (RIAA) platina minősítéssel illette a kislemezt. 2017 februárjában a John Wayne című dalhoz jelent meg videóklip, amely a Million Reasons történetét folytatja.
2017. december 22-én elsőként Olaszországban, majd 2018 januárjában világszerte is megjelent harmadik kislemezként a Joanne című dal. Megjelentetése alkalmából az énekesnő egy új verziót vett fel a stúdióban. A Joanne (Where Do You Think You’re Goin’?) (Piano Version) című felvételhez 2018. január 26-án jelent meg videóklip az énekesnő hivatalos Vevo csatornáján.

## A kritikusok értékelései
Az album többnyire pozitív fogadtatásban részesült. Az értékeléseket összegző Metacritic 27 zenei kritikus véleménye alapján 67 pontot adott rá a maximális 100-ból, így az album az „általában kedvező” besorolást kapta. A brit The Daily Telegraph napilapnak író Neil McCormick öt csillagból négyre értékelte az albumot. Dicsérte a lemez régimódi dalait: „Ütős dalokkal és kiemelkedő produkciós munkával a Joanne tökéletesen beillik a sorba. A modernitását ugyan jelzi a zenei stílusok keveredése, illetve egyéb számítógépes hangzások hozzáadása, mégis bravúrosan régies maradt a szívében”. Stephen Thomas Erlewine, az AllMusic kritikusa 3,5 csillagra pontozta a maximális ötből a lemezt. Pozitívan írt arról, hogy korábbi munkáitól eltérően Gaga „nem a magasban szárnyaló előadóként” jelenik meg, a Joanne inkább egy földhöz kötöttebb alkotás, amit „egy olyan előadó készített, aki csakis olyan mutatványokat próbál véghezvinni, amiket sikeresen be is tud mutatni… Gaga lábnyoma szilárdan belegyökerezett a dance-pop stílusba, még úgy is, hogy többen közreműködtek a projektben”. Hasonló véleményen volt a Rolling Stone újságírója, Rob Sheffield, aki szerint a Joanne egy „régi vágású, kilencvenes évekbeli soft rock album, amely az akusztikus gitáron alapszik”. Gratulált Mark Ronson és a többi producer munkájához, majd elmondta, hogy „a Joanne egy örvendetes emlékeztető arra, hogy miért van szüksége a világnak Gagára”.
Annie Zaleski az A.V. Clubtól kiemelte a Joanne zenei sokféleségét. Kritikájában B értékelést, vagyis pozitív visszajelzéseket adott. Olyan dalokat emelt ki, mint a Diamond Heart, a John Wayne, a Sinner’s Prayer és a Hey Girl, melyeket az album legjobb dalainak nevezett meg, valamint szerinte ezen dalokon mutatkozik meg leginkább Gaga kimagasló énektudása. A Slant Magazinnak adott 3/5 csillagos értékelésében Sal Cinquemani kritizálta az album túlénekelt balladáit, valamint hiányolta a fülbemászó dallamokat, de magát a lemezt sokkal átgondoltabbnak és következetesebbnek írta le, mint a 2013-as Artpopot. Az USA Today kritikusa, Maeve McDermott gratulált Gagának, hogy „kibővítette művészi látásmódját, és különféle zenei stílusokkal játszott az albumon, mégis hozta azon megszokott popdalokat, amiket a hallgatók várnak tőle”. Andy Gill 3/5 csillagos értékelést jelentetett meg a brit The Independent napilapban. Gillnek elnyerte tetszését az album rock stílus felé való tendálása, dicsérte Josh Homme munkáját, valamint az album kiemelkedő alkotásaiként az A-Yo és a John Wayne című számokat hozta példának, a Perfect Illusiont azonban egyhangúnak és unalmasnak nevezte.
Caroline Sullivan a The Guardian újságírója „ügyes lépésnek” gondolta ezt az albumot Gagától, elnyerte tetszését. 3/5 csillagos értékelésében Sullivan leírta, hogy „Gaga óriási hangja és a többi zenész jelenléte egy önvédő burkot képez együtt, de legalább az énekesnő lefektette jövőbeni albumainak alapjait, amelyek talán akadályok nélkül mutatják majd be őt”. A Digital Spy munkatársa, Lewis Corner úgy fogalmazott, hogy „a Joanne egyértelműen Gaga legszemélyesebb albuma, félrelöki a mesterséges személyiségeket egy őszintébb, és hát.. egy emberibb valamiért. Az Anyaszörny mostanra talán nyugdíjba vonult, de Lady Gaga puszta zenei zsenialitása továbbra is tündököl”. A PopMatters online magazin újságírójának, Evan Sawdey számára az album egy korrekt zenei lépés volt Gagától. Sawdey szerint a lemez arra készteti a rajongókat és a hallgatókat, hogy „újragondolják, hogy mit is tudnak a merész díváról”. Amanda Petrusich, a Pitchfork írója észrevételezte, hogy Gaga miként fedez fel egy új ösvényt, elszakadva a „vizuális provokációktól”, amelyek átjárták karrierje nagy részét. Petrusich szerint az album „bizonytalan, ami sértés a tavalyi Gagára nézve”.
Mikael Wood a Los Angeles Timestól úgy érezte, hogy az album legtöbb dalából „hiányoznak az átütő történetek” és „csupán stilisztikai gyakorlatok” Gaga részéről. Rich Juzwiak, aki a Spin magazinban jelentette meg kritikáját, nem tartotta hitelesnek a zenei megújulást, amit Gaga mutatott: „Az érthető, hogy a Joanne albumon Gaga autentikus próbál lenni… De a kép — az illúzió valójában — épp annyira tökéletlen, mint amilyen alaposan ki van dolgozva”. 2/4 csillagos értékelésében Greg Kot a Chicago Timesban úgy fogalmazott, hogy „Gaga úgy hangzik, mintha túl keményen próbálkozna” a Joanne-nel. Kot emellett kritizálta a társadalmi kommentárral rendelkező dalszövegeket a Come to Mama és az Angel Down számokban. Jon Caramancia a The New York Timestól megjegyezte, hogy az album elemi hangzásvilága nem érte váratlanul. Szerinte a Joanne nem merész vagy radikális, annál inkább zavaros és összefüggéstelen. Caramancia továbbá kritizálta az albumon közreműködőket a dalszerző Hillary Lindsey kivételével.

## Kereskedelmi fogadtatás
A zeneipar érdekeit képviselő nemzetközi szervezet, az International Federation of the Phonographic Industry (IFPI) adatai szerint a Joanne a 2016-os év huszonkettedik legkelendőbb lemeze volt, miután világszerte 1 millió példányban kelt el.
Amerika
Az Egyesült Államokban a Billboard tette közzé, hogy a szakmabeliek 140 000 eladott példánnyal a Billboard 200 lista első helyére várják az albumot. Később ezt a becslést módosították, és a streaming adatokat is beleértve 180 000 eladott példányra emelték a számot, amelyből 155 000 példány a tradicionális lemezeladásokból áll össze. Az Egyesült Államokban a Joanne végül 170 000 példányszámos eladással (streaming-szolgáltatásokkal együtt 201 000 példánnyal) a Billboard 200 lista első helyén nyitott, ezzel az énekesnő negyedik listavezető lemeze lett a 2011-es Born This Way, a 2013-as Artpop és a 2014-es Cheek to Cheek után. Az év második legsikeresebben debütáló lemeze női előadótól a Joanne-t illeti Beyoncé Lemonade című korongját követően, amely 485 ezer eladott példánnyal nyitott az első héten 2016 áprilisában. Gaga az első olyan női előadó az országban, aki négy első helyezést elérő albumot adott ki a 2010-es évtizedben. A Joanne debütálásával Gaga rögtön a Billboard legbefolyásosabb zenei listáit összegző Artist 100 első helyére ugrott. A második hétre az albumeladások mintegy 70%-kal estek vissza, így a lemez négy pozíciót rontva az ötödik helyre került az amerikai albumlistán, 61 000 eladott példánnyal. A Nielsen adatai szerint az album 616 000 példányban kelt el az Egyesült Államokban 2018 februárjáig. 2017 februárjában Gaga Super Bowl LI félidei show-ja után a lemez a 66. helyről a második pozícióba ugrott az amerikai Billboard 200 listán, miután 74 000 példányban kelt el (amelyből 48 000 tradicionális lemezeladásokból állt össze), ezzel mintegy 818%-os növekedést mutatva az előző héthez képest. 2017 októberében az Amerikai Hanglemezgyártók Szövetsége (RIAA) platina minősítéssel illette az albumot. Kanadában a Joanne Leonard Cohen tizennegyedik stúdióalbuma, a You Want It Darker mögött a második helyen debütált 17 500 példányszámos eladással. A kanadai szállításokon alapuló minősítési rendszer szerint a Music Canada 2016. november 4-én arany minősítésben részesítette az albumot. Az Egyesült Államokhoz hasonlóan, a Super Bowl-beli fellépés Kanadában is jócskán fellendítette Gaga lemezeladásait: a Joanne az ország albumlistáján az 54. pozícióból a második helyre került, több mint 520%-os növekedést felmutatva az előző heti eladásokhoz képest.
Brazíliában a Joanne kiemelkedő kereskedelmi sikereket ért el: megjelenésekor rögtön a brazil albumlista első helyén nyitott, majd hét hétig tartotta listavezető pozícióját. Decemberben 40 000 példányszámos eladás után az album megkapta a platina minősítést.
Ázsia
Japánban az Oricon albumlistáján a lemez a tizedik helyen debütált 8026 eladott példányszámmal, míg a lista csakis nemzetközi előadóit rangsoroló változatán az első helyen nyitott. Második hetén a Joanne egy pozíciót rontott, és 6481 példány kelt el belőle az országban. Az album népszerűsítése céljából Gaga novemberben Japánba utazott, így harmadik hetére a lemezeladások is nőttek: 7399 példányt vásároltak meg az albumból. Megjelenése utáni negyedik hetén a Joanne eladásai szemmel láthatóan csökkentek: csupán 4312 példányban kelt el, ami a tizenhatodik helyre volt elegendő. A következő héten az album a huszonkilencedik helyre került 2763 példányszámos eladással.
Dél-Koreában a Kaon albumlistáján a Joanne a harminckettedik helyen nyitott, míg a nemzetközi előadók albumainak változatán az első helyen debütált. A következő hetekben azonban nem tudta megtartani helyezését a listán. Tajvanon a lemezeladások 64,37%-át uralva rögtön az első helyen nyitott a Joanne. Második hetén ez a szám 13,34%-ra, míg a következő héten tovább csökkent 7,93%-ra, amivel végül lecsúszott a lista második helyére.
Európa
Az Egyesült Királyság albumlistáján a harmadik helyen debütált 26 694 eladott példánnyal Elvis Presley posztumusz lemeze, a The Wonder of You, valamint Michael Bublé kilencedik, Nobody but Me című stúdióalbumát követően. A brit letöltési listán a lemez az első helyet szerezte meg, a streaming adatokat összegző listán a második helyen szerepelt az első héten, míg a fizikai kiadványok eladását illetően az ötödik helyet sikerült megszereznie. Egy hónappal megjelenése után a Brit Hanglemezgyártók Szövetsége (BPI) ezüstminősítésben részesítette az albumot, miután több mint 60 000 példányt szállítottak az országba. 2018 októberéig az arany minősítéssel rendelkező album 143 315 példányban kelt el az Egyesült Királyságban. Gaga Super Bowl-beli fellépését követően az album 77 pozíciót javítva a tizenegyedik helyre került a brit albumlistán, 5289 eladott példányszámmal. Az ír albumlistán szintén a harmadik helyen debütált. Franciaországban a vártnál gyengébben nyitott az album, csupán a kilencedik helyen mutatkozott be az ország hivatalos albumeladási listáján, 8000 eladott kópiával. A Pure Charts úgy gondolja, ez a szám a Perfect Illusion átlagos kereskedelmi sikere és Gaga a médiától való távolléte miatt sikeredett ilyen gyengére. Az év végére a francia kritikusok kereskedelmi szempontból csalódásként írtak a Joanne-ről, miután csupán 12 000 példányban kelt el az album az országban. Magyarországon a lemez a 15. helyen tudott debütálni a Mahasz Top 40 album-, DVD- és válogatáslemez-listáján, majd a következő hetén érte el legjobb helyezését, amely a 12. pozíció volt.
Ausztrália és Óceánia
A Joanne a második helyen debütált az ausztrál (ARIA), illetve az új-zélandi albumlistán egyaránt. Az ARIA közzétette, hogy a Joanne zsinórban Gaga második olyan szólóalbuma az Artpop-ot követően, amely a második helyen nyitott.

## Elismerések
| Kiadvány      | Elismerés                 | Év   | Helyezés | Forr.   |
| ------------- | ------------------------- | ---- | -------- | ------- |
| Billboard     | 2016 50 legjobb albuma    | 2016 | 32       | [ 163 ] |
| Digital Spy   | 2016 20 legjobb albuma    | 2016 | 9        | [ 164 ] |
| NME           | Az NME év albumai         | 2016 | 20       | [ 165 ] |
| Rolling Stone | 2016 20 legjobb popalbuma | 2016 | 7        | [ 166 ] |

| Év   | A jelölés tárgya                          | Kategória                              | Eredmény | Forr.   |
| ---- | ----------------------------------------- | -------------------------------------- | -------- | ------- |
| 2018 | Joanne                                    | A legjobb popalbum                     | Jelölve  | [ 167 ] |
| 2018 | Million Reasons                           | A legjobb szóló popénekes teljesítmény | Jelölve  | [ 167 ] |
| 2019 | Joanne (Where Do You Think You’re Goin’?) | A legjobb szóló popénekes teljesítmény | Elnyerte | [ 167 ] |

## Hatása
Hugh McIntyre, a Forbes magazin újságírója elismerte, hogy „Lady Gaga a Joanne című albumával az első előadók közé tartozik, akik egy új korszakot hoznak a zeneiparba, amely során háttérbe szorul a diszkópálca és előkerül az akusztikus gitár. Azóta számos szupersztár a teljes zenekar és gitárok mellett döntött, többüknek működött is, még ha kevés ideig is.” McIntyre példának Miley Cyrust és Malibu című dalát, valamint Harry Styles angol énekesnek a Sign of the Times című kislemezét hozta fel. Végezetül elmondta, hogy „a legutóbbi sztár, aki beállt a sorba gitárjával és egy könnyedebb hangzásvilágba váltott át, az Kesha.” A Billboard cikkírója, Andrew Unterberger Miley Cyrus és a Joanne közti kapcsolatról írt. Elmondta, hogy Miley leírása új albumáról „első hallásra ismerősnek tűnt, hiszen Miley hasonló utat választott karrierjének alakulásában, mint Gaga”. Melissa Engelman az Odyssey-től a „Miley Cyrus lemásolta Lady Gagát?” című cikkében szintén a két énekesnőről írt, véleménye szerint Cyrus az „Anyaszörnytől [Gaga] vesz ötletet, hogy karrierjét elszakítsa a tévés Hannah Montana karakterétől”.
Spencer Kornhaber, a The Atlantic című magazinban megjelent, Kesha Rainbow című albumáról írt kritikájában úgy fogalmazott, hogy „mint Gaga a tavalyi Joanne albummal, Kesha lecseréli a népszerű elektronikus zenét hasonló hangszerekre és műfajokra (rock and roll, country, folk), melyekkel autentikusabb zenét alkot, valamint Gagához hasonlóan úgy próbálja végrehajtani ezt a fordulatot, hogy miközben visszavesz magából, nem dobja el régi személyiségét”. A Vanity Fair cikkírója, Josh Duboff szerint „a látszólag country zenében utazó Justin Timberlake, amint visszatért gyökereihez, Gaga Joanne korszakának érzetét keltette (amely leginkább arról volt közismert, hogy az énekesnő az albumborítón szereplő rózsaszín kalapját viselte többször is)”, valamint hogy „más popsztárok – köztük Miley Cyrus és Kesha – elfordultak a poporientált hangzásvilágtól valami eredetibb felé”. Billy Nilles az  E! Newsban azt írta, hogy „hívjuk csak a Joanne-hatásnak. Senki nem gondolta volna, hogy Gaga lépése trenddé válik a popzenében”.
Gary Trust, a Billboard cikkírója a Million Reasons című kislemezről megjegyezte, hogy „a Gaga erőteljes énekhangjával átjárt ballada meghódította a rádiókat”. Ugyanabban a cikkben Rob Lucas a WTSS rádiótól elmondta, hogy „a Million Reasons-szal egy új korszakba lépünk, ahol a hagyományos balladák és a nagy énekhangok uralkodnak”.
Olyan előadók ismerték el a Joanne hatását saját zenéjük alkotásakor, mint Noah Cyrus és Nelly Furtado. A V magazinnak adott interjújában Noah elárulta, hogy „imádja a Joanne-t”, valamint hogy „Gaga odatette magát, és idén ezzel a lemezzel tényleg inspirálta őt. Mindig is azt tette”. A Rolling Stone magazinnak elárulta, hogy „a country világú Joanne egyfajta múzsaként jelent meg előtte debütáló stúdióalbumának készítésekor”. Nelly Furtado hivatalos Twitter oldalán osztotta meg, hogy Gaga igazi inspiráció számára, míg üzenetét a #Joanne hashtaggel látta el.
Brad Wete a Billboard-tól Gaga rózsaszín kalapját „a popzene legfelismerhetőbb kiegészítőjének” nevezte meg a 2016-os évben.

## Az albumon szereplő dalok listája
| Standard változat | Standard változat                      | Standard változat                                       | Standard változat                                      | Standard változat | Standard változat | Standard változat | Standard változat | Standard változat | Standard változat |
|                   | Cím                                    | Szerző(k)                                               | Producer(ek)                                           | Hossz             |                   |                   |                   |                   |                   |
| ----------------- | -------------------------------------- | ------------------------------------------------------- | ------------------------------------------------------ | ----------------- | ----------------- | ----------------- | ----------------- | ----------------- | ----------------- |
| 1.                | Diamond Heart                          | Lady Gaga, Mark Ronson, Josh Homme                      | Lady Gaga, Ronson, BloodPop, Homme[a], Jeff Bhasker[a] | 3:30              |                   |                   |                   |                   |                   |
| 2.                | A-Yo                                   | Lady Gaga, Hillary Lindsey, Mark Ronson, Michael Tucker | Lady Gaga, Ronson, BloodPop                            | 3:28              |                   |                   |                   |                   |                   |
| 3.                | Joanne                                 | Lady Gaga, Mark Ronson                                  | Lady Gaga, Ronson, BloodPop                            | 3:17              |                   |                   |                   |                   |                   |
| 4.                | John Wayne                             | Lady Gaga, Mark Ronson, Michael Tucker, Josh Homme      | Lady Gaga, Ronson, BloodPop                            | 2:54              |                   |                   |                   |                   |                   |
| 5.                | Dancin' in Circles                     | Lady Gaga, Beck Hansen, Michael Tucker, Mark Ronson     | Lady Gaga, Ronson, BloodPop                            | 3:27              |                   |                   |                   |                   |                   |
| 6.                | Perfect Illusion                       | Lady Gaga, Kevin Parker, Mark Ronson, Michael Tucker    | Lady Gaga, Ronson, Parker, BloodPop                    | 3:02              |                   |                   |                   |                   |                   |
| 7.                | Million Reasons                        | Lady Gaga, Mark Ronson, Hillary Lindsey                 | Lady Gaga, Ronson, BloodPop                            | 3:25              |                   |                   |                   |                   |                   |
| 8.                | Sinner's Prayer                        | Lady Gaga, Josh Tillman, Mark Ronson, Thomas Brenneck   | Lady Gaga, Ronson, BloodPop                            | 3:43              |                   |                   |                   |                   |                   |
| 9.                | Come to Mama                           | Lady Gaga, Josh Tillman, Emile Haynie                   | Lady Gaga, Ronson, Haynie, BloodPop                    | 4:15              |                   |                   |                   |                   |                   |
| 10.               | Hey Girl (közreműködik Florence Welch) | Lady Gaga, Florence Welch, Mark Ronson                  | Lady Gaga, Ronson, BloodPop                            | 4:15              |                   |                   |                   |                   |                   |
| 11.               | Angel Down                             | Lady Gaga, Nadir Khayat                                 | Lady Gaga, Ronson, BloodPop                            | 3:49              |                   |                   |                   |                   |                   |
| 39:05             |                                        |                                                         |                                                        |                   |                   |                   |                   |                   |                   |

| Deluxe változat | Deluxe változat        | Deluxe változat                                         | Deluxe változat             | Deluxe változat | Deluxe változat | Deluxe változat | Deluxe változat | Deluxe változat | Deluxe változat |
|                 | Cím                    | Szerző(k)                                               | Producer(ek)                | Hossz           |                 |                 |                 |                 |                 |
| --------------- | ---------------------- | ------------------------------------------------------- | --------------------------- | --------------- | --------------- | --------------- | --------------- | --------------- | --------------- |
| 12.             | Grigio Girls           | Lady Gaga, Hillary Lindsey, Mark Ronson, Michael Tucker | Lady Gaga, Ronson, BloodPop | 3:00            |                 |                 |                 |                 |                 |
| 13.             | Just Another Day       | Lady Gaga                                               | Lady Gaga, Ronson           | 2:58            |                 |                 |                 |                 |                 |
| 14.             | Angel Down (work tape) | Lady Gaga, Nadir Khayat                                 | Lady Gaga, RedOne           | 2:20            |                 |                 |                 |                 |                 |
| 47:23           |                        |                                                         |                             |                 |                 |                 |                 |                 |                 |

| Japán kiadás | Japán kiadás                | Japán kiadás                            | Japán kiadás | Japán kiadás | Japán kiadás | Japán kiadás | Japán kiadás | Japán kiadás | Japán kiadás |
|              | Cím                         | Szerző(k)                               | Producer(ek) | Hossz        |              |              |              |              |              |
| ------------ | --------------------------- | --------------------------------------- | ------------ | ------------ | ------------ | ------------ | ------------ | ------------ | ------------ |
| 15.          | Million Reasons (work tape) | Lady Gaga, Hillary Lindsey, Mark Ronson |              | 3:23         |              |              |              |              |              |
| 50:46        |                             |                                         |              |              |              |              |              |              |              |

Megjegyzések
- [a] jelentése: társproducer

## Közreműködők
A közreműködők listája a Joanne albumon található CD füzetkében található.
Zene (zárójelben a dal sorszáma található a fenti dallista szerint) 
| - Lady Gaga – vokál (összes dal), zongora (7., 9.–11., 13.–14.), ütős hangszerek (2.–3.), háttérének (9.) - Victor Axelrod – zongora (8.), szintetizátor (10.) - Jeff Bhasker – szintetizátor (1.) - BloodPop – szintetizátor (4.–6., 8., 12.), billentyűzet (3., 7., 11.), orgona (2.), basszus (6.), dob (11.) - Thomas Brenneck – gitár (2., 8., 10.) - Jack Byrne – gitár (10.) - J. Gastelum Cochemea – tenorszaxofon (2.) - Dave Guy – trombita (2.) - Este Haim – ütős hangszerek (2.) - Emile Haynie – dob, szintetizátor (9.) - Matt Helders – dob (1.) - Ian Hendrickson-Smith – baritonszaxofon (2.) - Josh Homme – gitár (1.–2., 4.), dob (4.), slide-gitár (8.) - James King – bariton, tenor- és altszaxofonok (9.) - Brent Kolatalo – dob (9.) - Steve Kortyka – szaxofon (13.) - Don Lawrence – énektanár | - Sean Lennon – slide-gitár (8.) - Ken Lewis – dob (9.) - Hillary Lindsey – kiegészítő vokál (7., 12.), gitár (7.), háttérének (8.) - Kelsey Lu – cselló (10.) - Leon Michels – billentyűzet, mellotron (8.) - Tom Moth – hárfa (10.) - Nicholas Movshon – basszus (8., 10.) - Brian Newman – trombita (2., 13.) - Kevin Parker – dob, gitár, szintetizátor (6.) - RedOne – gitár (14.) - Mark Ronson – basszus (1.–4., 7., 9., 12.–13.), gitár (2.–7., 9., 12.–13.), billentyűzet (3., 13.),mellotron (3., 11.), elektromos zongora (1.), szintetizátor (6.) - Anthony Rossomando – gitár (12.) - Harper Simon – gitár (3.) - Homer Steinweiss – dob (8., 10.,13.) - Josh Tillman – dob (1.) Florence Welch – vokál (10.) |

Produkció (zárójelben a dal sorszáma található a fenti dallista szerint)
| - Lady Gaga – producer (összes dal) - Ben Baptie – hangkeverés (11., 13.) - Jeff Bhasker – producer (1.) - Joshua Blair – hangfelvétel (1.–13.) - BloodPop – producer (1.–12.), ütemezés (1.–7., 12.), ütem programozás (8., 10.), húros programozás (7.), szintetizátor programozás (9.) - Brandon Bost – keverő asszisztens (1., 3.–4., 7.–10., 12.), hangfelvétel (7.) - Johnnie Burik – hangfelvétel asszisztens (3.) - Christopher Cerullo – hangfelvétel asszisztens (10.) - Chris Claypool – hangfelvétel asszisztens (10.) - David „Squirrel” Covell – hangfelvétel asszisztens (1.–10., 12.), hangfelvétel (11.) - Tom Coyne – maszterelés (összes dal) - Matthew Cullen – hangfelvétel (8.) - Riccardo Damian – hangfelvétel (1., 13.) - Abby Echiverri – hangfelvétel asszisztens (8.) - Tom Elmhirst – hangkeverés (1., 3.–4., 7.–10., 12.) - Serban Ghenea – hangkeverés (2., 5.–6.) - John Hanes – hangmérnök (2., 5.–6.) - Michael Harris – hangfelvétel asszisztens (10.) - Emile Haynie – producer (9.) | - Josh Homme – producer (1.) - T.I. Jakke – hangkeverés (14.) - Jens Jungkerth – hangfelvétel (8., 10.) - Brent Kolatalo – hangfelvétel (9.) - Ken Lewis – hangfelvétel (9.) - Barry McCready – hangfelvétel asszisztens (2., 4.–7., 9., 11.–13.), hangfelvétel (13.) - Ed McEntee – hangfelvétel asszisztens (8.) - Randy Merrill – maszterelés (összes dal) - Trevor Muzzy – hangfelvétel (14.) - Kevin Parker – producer (6.) - Charley Pollard – hangfelvétel asszisztens (4.) - RedOne – producer, hangkeverés, programozás (14.) - Benjamin Rice – hangfelvétel (2., 12.) - Mark Ronson – producer (1.–13.) - Dave Russell – hangfelvétel (3.) - Brett „123” Shaw – hangfelvétel (10.) - Justin Smith – hangfelvétel (1., 3., 8.), hangfelvétel asszisztens (2., 4., 6., 11.) - Joe Visciano – hangkeverés asszisztens (1., 3.–4., 7.–10., 12.), hangfelvétel (7.) - Alekes Von Korff – hangfelvétel (14.) |

Üzlet
| - Bobby Campbell – menedzsment - Lisa Einhorn-Gilder – produkciós koordinátor - Ashley Gutierrez – Lady Gaga asszisztense | - John Janick – A&R - Lady Gaga – vezető producer - Mark Ronson – vezető producer |

További munkatársak
| - Sandra Amador – stylist - Frederic Aspiras – fodrász - Andrea Gelardin – kreatív munka, fényképész - Ruth Hogben – kreatív munka, fényképész - Lady Gaga – kreatív munka, fényképész - Brandon Maxwell – kreatív munka, ruházati felelős | - Brian Roettinger – grafikai tervezés - Collier Schorr – fényképész - Sarah Tanno – smink - Florence Welch – fényképész - An Yen – grafikai tervezés |

## Helyezések

### Albumlistás helyezések
| Lista (2016)                                        | Legjobb helyezés |
| --------------------------------------------------- | ---------------- |
| Argentína (CAPIF Álbumes)                           | 1                |
| Ausztrália (ARIA Top 50 Albums)                     | 2                |
| Ausztria (Ö3 Austria Top 40)                        | 9                |
| Belgium (Ultratop Flandria)                         | 5                |
| Belgium (Ultratop Vallónia)                         | 6                |
| Brazília (ABPD)                                     | 1                |
| Csehország (ČNS IFPI)                               | 3                |
| Dánia (Hitlisten)                                   | 12               |
| Dél-Korea (Gaon)                                    | 32               |
| Dél-Koreai Nemzetközi Albumok (Gaon)                | 1                |
| Egyesült Államok (Billboard 200)                    | 1                |
| Egyesült Államok (Top Tastemaker Albums, Billboard) | 1                |
| Egyesült Királyság (UK Albums Chart)                | 3                |
| Egyesült Királyság (Scottish Albums)                | 3                |
| Finnország (Suomen virallinen lista)                | 5                |
| Franciaország (SNEP Album Top 100)                  | 9                |
| Görögország (IFPI)                                  | 4                |
| Hollandia (Dutch Charts Album Top 100)              | 5                |
| Hongkong (HMV Music Top 20)                         | 1                |
| Horvátország (HDU)                                  | 3                |
| Írország (IRMA)                                     | 3                |
| Japán (Oricon)                                      | 10               |
| Japán Nemzetközi Albumok (Oricon)                   | 1                |
| Kanada (Billboard)                                  | 2                |
| Lengyelország (ZPAV)                                | 10               |
| Magyarország (MAHASZ Top 40 albumlista)             | 12               |
| Mexikó (AMPROFON)                                   | 1                |
| Németország (Media Control Top 100 Album)           | 6                |
| Norvégia (VG-lista Album Top 40)                    | 5                |
| Olaszország (FIMI Album Top 20)                     | 2                |
| Oroszország (Russia Top 25 Albums)                  | 1                |
| Portugália (AFP)                                    | 4                |
| Spanyolország (PROMUSICAE)                          | 2                |
| Svájc (Schweizer Hitparade)                         | 3                |
| Svédország (Sverigetopplistan Top 60 Albums)        | 3                |
| Tajvan (Five Music)                                 | 1                |
| Új-Zéland (Recorded Music NZ Top 40 Albums)         | 2                |

| Cím              | Lista                                       | Legjobb helyezés | Listán töltött hetek száma |
| ---------------- | ------------------------------------------- | ---------------- | -------------------------- |
| Joanne           | Top 40 album-, DVD- és válogatáslemez-lista | 12               | 4                          |
| Perfect Illusion | Rádiós Top 40 játszási lista                | 3                | 9                          |
| Perfect Illusion | Editors' Choice rádiós játszási lista       | 30               | 6                          |
| Perfect Illusion | Stream Top 40 lista                         | 24               | 2                          |
| Perfect Illusion | Single Top 40 lista                         | 3                | 8                          |
| Million Reasons  | Single Top 40 lista                         | 10               | 8                          |
| John Wayne       | Single Top 40 lista                         | 34               | 1                          |

| Lista (2016)                                      | Helyezés |
| ------------------------------------------------- | -------- |
| Ausztrália (ARIA)                                 | 74       |
| Belgium (Ultratop Flandria)                       | 99       |
| Belgium (Ultratop Vallónia)                       | 97       |
| Dél-Korea (Gaon)                                  | 94       |
| Egyesült Államok (Billboard 200)                  | 108      |
| Egyesült Államok (Billboard Digital Albums)       | 23       |
| Egyesült Államok (Billboard Top Album Sales)      | 53       |
| Egyesült Királyság (OCC UK Albums)                | 84       |
| Franciaország (SNEP)                              | 156      |
| Magyarország - eladási darabszám alapján (Mahasz) | 98       |
| Magyarország - chart pozíció alapján (Mahasz)     | 88       |
| Mexikó (AMPROFON)                                 | 52       |
| Olaszország (FIMI)                                | 85       |
| Spanyolország (PROMUSICAE)                        | 92       |
| Svájc (Schweizer Hitparade)                       | 69       |

| Lista (2017)                     | Helyezés |
| -------------------------------- | -------- |
| Egyesült Államok (Billboard 200) | 35       |
| Kanada (Billboard)               | 35       |
| Spanyolország (PROMUSICAE)       | 79       |

### Első helyezések
| Előző Kings of Leon – Walls        | USA Billboard 200 lista első helyezettje 2016. október 29. – 2016. november 12.            | Következő Young Jeezy – Tap or Die 3            |
| Előző Kings of Leon – Walls        | USA Billboard digitális albumlista első helyezettje 2016. október 29. – 2016. november 12. | Következő Young Jeezy – Tap or Die 3            |
| Előző Fifth Harmony – 7/27         | Brazil albumlista első helyezettje 2016. november 26. – 2017. január 14.                   | Következő Various Artists – Samba de Enredo     |
| Előző BTS – Wings                  | Japán nemzetközi albumlista első helyezettje 2016. október 17. – 2016. október 24.         | Következő Twice – Twicecoaster: Lane 1          |
| Előző Norah Jones – Day Breaks     | Dél-Koreai Gaon albumlista első helyezettje 2016. október 22. – 2016. október 28.          | Következő Lay – Lose Control                    |
| Előző Céline Dion – Encore un soir | Tajvani albumlista első helyezettje 2016. október 21. – 2016. november 18.                 | Következő Bon Jovi – This House Is Not For Sale |

## Minősítések és eladási adatok
| Ország (Szervezet)       | Minősítés    | Minősítési érték/ Eladás | Alapul                |
| ------------------------ | ------------ | ------------------------ | --------------------- |
| Ausztrália (ARIA)        | Aranylemez   | 35 000+                  | Eladásokon, streaming |
| Brazília (ABPD)          | Platinalemez | 40 000+                  | Szállításokon         |
| Dánia (IFPI Denmark)     | Aranylemez   | 10 000+                  | Eladásokon, streaming |
| Egyesült Államok (RIAA)  | Platinalemez | 649 000+                 | Eladásokon, streaming |
| Egyesült Királyság (BPI) | Aranylemez   | 168 564+                 | Szállításokon         |
| Franciaország (SNEP)     | Aranylemez   | 50 000+                  | Eladásokon, streaming |
| Kanada (Music Canada)    | Aranylemez   | 40 000+                  | Szállításokon         |
| Lengyelország (ZPAV)     | Platinalemez | 20 000+                  | Eladásokon, streaming |
| Mexikó (AMPROFON)        | Platinalemez | 60 000+                  | Szállításokon         |
| Olaszország (FIMI)       | Aranylemez   | 25 000+                  | Eladásokon            |
| Világszerte: 1 000 000+  |              |                          |                       |

## Lásd még
- A Billboard 200 lista első helyezettjei 2016-ban

## Fordítás
- Ez a szócikk részben vagy egészben  a   Joanne (album) című angol Wikipédia-szócikk fordításán alapul.  Az eredeti cikk szerkesztőit annak laptörténete sorolja fel. Ez a jelzés csupán a megfogalmazás eredetét és a szerzői jogokat jelzi, nem szolgál a cikkben szereplő információk forrásmegjelöléseként.